# Exeter Hall
Exeter Hall était une salle du côté nord du Strand, à Londres, en Angleterre. 

## Histoire
Il a été érigé entre 1829 et 1831 sur le site d'Exeter Exchange, selon les plans de John Peter Gandy, le frère de l'architecte Joseph Michael Gandy. Le site était autrefois occupé par une partie de Exeter House (anciennement Burghley House et Cecil House), la résidence londonienne des comtes d’Exeter, presque en face de l’hôtel Savoy. La date d'ouverture officielle était le 29 mars 1831.
L'auditorium de la petite salle pourrait accueillir environ 1 000 personnes et l'auditorium de la salle principale pourrait contenir plus de 4 000 personnes. Exeter Hall a accueilli des réunions religieuses et philanthropiques, notamment celles de la Protestant Reformation Society (fondée en 1827), de Protestant Association (réactivée en 1835) et de la Trinitarian Bible Society (fondée en 1831).
Le 30 juin 1834, la South Australian Company organisa une vaste réunion publique de sept heures dans cette ville pour soutenir l'établissement de la colonie libre de l'Australie du Sud.
Les réunions de l'Anti-Slavery Society (fondée en 1823) ont eu lieu à Exeter Hall, et l’importance de ces réunions politiques était telle que l’expression "Exeter Hall" est devenue le nom du lobby anti-esclavagiste. En plus de son rôle principal de lieu de réunion, il a servi de siège au YMCA (fondé en 1844) et à partir de 1836 de salle de concert pour la Sacred Harmonic Society. Hector Berlioz dirigea ses premiers concerts à Exeter Hall en 1852, puis à nouveau en 1855.
Le 10 mai 1871, «une réunion de soutien aux missions étrangères de l'Église libre d'Écosse et de l'Église presbytérienne anglaise» a été organisée à Exeter Hall. L'ancien lieutenant-gouverneur du Pendjab dans l'Inde britannique, Sir DF MacLeod, a présidé la réunion à laquelle ont participé des conférenciers tels que le révérend H.L. Mackenzie, de la mission Swatow en Chine.
Le bâtiment a été démoli et le Strand Palace Hotel a été construit à sa place et a ouvert ses portes en septembre 1909.